# Солейас
Солейа́с (фр. Soleilhas, окс. Solelhaç) — коммуна во Франции, находится в регионе Прованс — Альпы — Лазурный Берег. Департамент коммуны — Альпы Верхнего Прованса. Входит в состав кантона Кастеллан. Округ коммуны — Кастелан.
Код INSEE коммуны — 04210.

## Население
Население коммуны на 2008 год составляло 111 человек.
| 1962 | 1968 | 1975 | 1982 | 1990 | 1999 | 2008 |
| ---- | ---- | ---- | ---- | ---- | ---- | ---- |
| 79   | 76   | 60   | 85   | 93   | 95   | 111  |

## Экономика
В 2007 году среди 67 человек в трудоспособном возрасте (15—64 лет) 50 были экономически активными, 17 — неактивными (показатель активности — 74,6 %, в 1999 году было 70,7 %). Из 50 активных работали 47 человек (26 мужчин и 21 женщина), безработных было 3 (2 мужчин и 1 женщина). Среди 17 неактивных 2 человека были учениками или студентами, 10 — пенсионерами, 5 были неактивными по другим причинам.

## Достопримечательности
- Романская часовня Сен-Пьер (XII—XIII века)
- Часовня Нотр-Дам-дю-План (XIII век)
- Часовня Сен-Барнабе